# إيان بينتر
إيان بينتر (بالإنجليزية: Ian Painter)‏ هو لاعب كرة قدم بريطاني في مركز الهجوم، ولد في 28 ديسمبر 1964 في Wombourne ‏ في المملكة المتحدة. شارك مع منتخب إنجلترا تحت 21 سنة لكرة القدم. أما مع النوادي، فقد لعب مع ستوك سيتي وكوفنتري سيتي.